# Resolução SLD
Resolução SLD (resolução Seletiva Linear para cláusula definida), é a regra de inferência básica usada em lógica de programação. É um refinamento do principio da resolução, que é correta e completa para cláusulas de Horn.

## A regra de inferência SLD
De uma determinada cláusula:
{\displaystyle \neg L_{1}\lor \cdots \lor \neg L_{i}\lor \cdots \lor \neg L_{n}}
com o literal {\displaystyle \neg L_{i}} selecionado, e uma cláusula de entrada definida :
{\displaystyle L\lor \neg K_{1}\lor \cdots \lor \neg K_{m}}
cujo literal positivo (atom) {\displaystyle L\,} unifica com o atômico {\displaystyle L_{i}\,} do literal selecionado  {\displaystyle \neg L_{i}\,}, resolução  SLD deriva outra  cláusula, no qual o literal  selecionado é substituído pelos literais negativos de entrada  da cláusula e o unificador de substituição {\displaystyle \theta \,} é aplicado:
{\displaystyle (\neg L_{1}\lor \cdots \lor \neg K_{1}\lor \cdots \lor \neg K_{m}\ \lor \cdots \lor \neg L_{n})\theta }
No caso mais simples, em lógica proposicional, os atômicos {\displaystyle L_{i}\,} e {\displaystyle L\,} são idênticos, e a substituição unificadora {\displaystyle \theta \,} é vazia. No entanto, no caso mais geral, a a substituição unificadora é necessária para tornar os dois literais idênticos.

## A origem do nome "SLD"
O nome "resolução SLD" foi dado por Maarten van Emden para a regra de inferência  sem nome introduzida por Robert Kowalski. Seu nome é derivado da resolução SL , que é correta e completa para a forma de lógica clausal irrestrita. "SLD" significa "SL resolution with Definite clauses".
Em ambos, SL e SLD, "L" significa o fato de que uma prova de resolução pode ser restringida a uma sequência linear de cláusulas:
{\displaystyle C_{1},C_{2},\cdots ,C_{l}}
onde a "top clause" {\displaystyle C_{1}\,} é uma cláusula de entrada, e cada cláusula {\displaystyle C_{i+1}\,} é uma resolvente, um dos progenitores é a cláusula anterior {\displaystyle C_{i}\,}. A prova é uma refutação, se a última cláusula {\displaystyle C_{l}\,} é a cláusula vazia.
Na SLD, todas as cláusulas na seqüência são cláusulas objetivo , e o outro pai é uma cláusula de entrada. Na resolução SL , o outro pai é, ou uma cláusula de entrada ou uma cláusula ancestral anterior na seqüência.
Em ambos SL e SLD, "S" significa o fato de que o único literal resolvido em qualquer cláusula {\displaystyle C_{i}\,} é aquele que é exclusivamente selecionado por uma regra de seleção ou função de seleção. Na resolução SL, o literal selecionado é restrito a um que tenha sido mais recentemente introduzido na cláusula. No caso mais simples, como uma função de seleção "last-in-first-out" podem ser especificados pela ordem em que os literais são escritos, como em Prolog. No entanto, a função de seleção na resolução SLD é mais geral do que na resolução SL  e em Prolog. Não há nenhuma restrição no literal, que pode ser selecionado.

## Estratégias de resolução
A resolução SLD define implicitamente uma árvore de busca de alternativas de cálculos, em que a cláusula inicial está associada com a raiz da árvore. Para cada nó da árvore e para cada cláusula definida no programa cujo literal positivo unifica com o literal da cláusula associada com o nó,existe um nó filho associado com o da cláusula obtido pela resolução SLD.
A resolução SLD é não-determinística no sentido de que não é possível determinar a estratégia de busca para explorar a árvore de busca. A linguagem de programação  Prolog realiza a busca em profundidade (DFS), um ramo de cada vez, usando  backtracking quando encontra um  nó falho (cláusula associada não vazia). A busca em profundidade é muito eficiente no uso de recursos de computação, mas é incompleta se o espaço de busca contém infinitos ramos e a estratégia de pesquisa procura estes de preferência para finitos ramos: o processamento nunca termina. Outras estratégias de pesquisa, incluindo busca  em largura, melhor-em primeiro lugar, e "branch-and-bound search" também são possíveis. Além disso, a pesquisa pode ser realizada de forma sequencial, um nó de cada vez, ou em paralelo, vários nós simultaneamente.
A resolução SLD também é não-determinista, no sentido de, mencionado anteriormente, que a regra de seleção não é determinado pela regra de inferência, mas é determinado por uma decisão, que pode ser sensível à dinâmica do programa de processo de execução.

## Exemplo
Dado o programa lógico:
 q :- p 
p
e o objetivo:
q
o espaço de busca consiste em um único ramo, no qual q é reduzido para p , que é reduzido ao conjunto vazio, o que comprova o sucesso de um cálculo. Neste caso, o programa é tão simples que não há função para a função de seleção e sem necessidade de qualquer pesquisa.
Na lógica clausal, o programa é representado pelo conjunto de cláusulas:
{\displaystyle q\lor \neg p}
{\displaystyle p\,}
e o objetivo é representado pelo objetivo de cláusula com um único literal negativo:
{\displaystyle \neg q}
O espaço de busca é composto de uma única refutação:
{\displaystyle \neg q,\neg p,{\mathit {false}}}
onde {\displaystyle {\mathit {false}}\,} representa a cláusula vazia.

## SLDNF
SLDNF é uma extensão da resolução SLD para lidar com a negação por falha. Em SLDNF, as cláusulas podem conter negação por falha como literais, a dizer da forma {\displaystyle not(p)\,}, que pode ser selecionado somente se elas não contêm variáveis. Quando uma variável livre literal é selecionada, uma subproof (ou subcomputation) tentativa para determinar se há um SLDNF refutação partir da correspondente não-negado {\displaystyle p\,} como cláusula top. O literal selecionado  {\displaystyle not(p)\,}  é um êxito se o subproof falha, e falha se o subproof tem êxito.